# Bundesdelegiertenkonferenz von Bündnis 90/Die Grünen in Bielefeld 1999

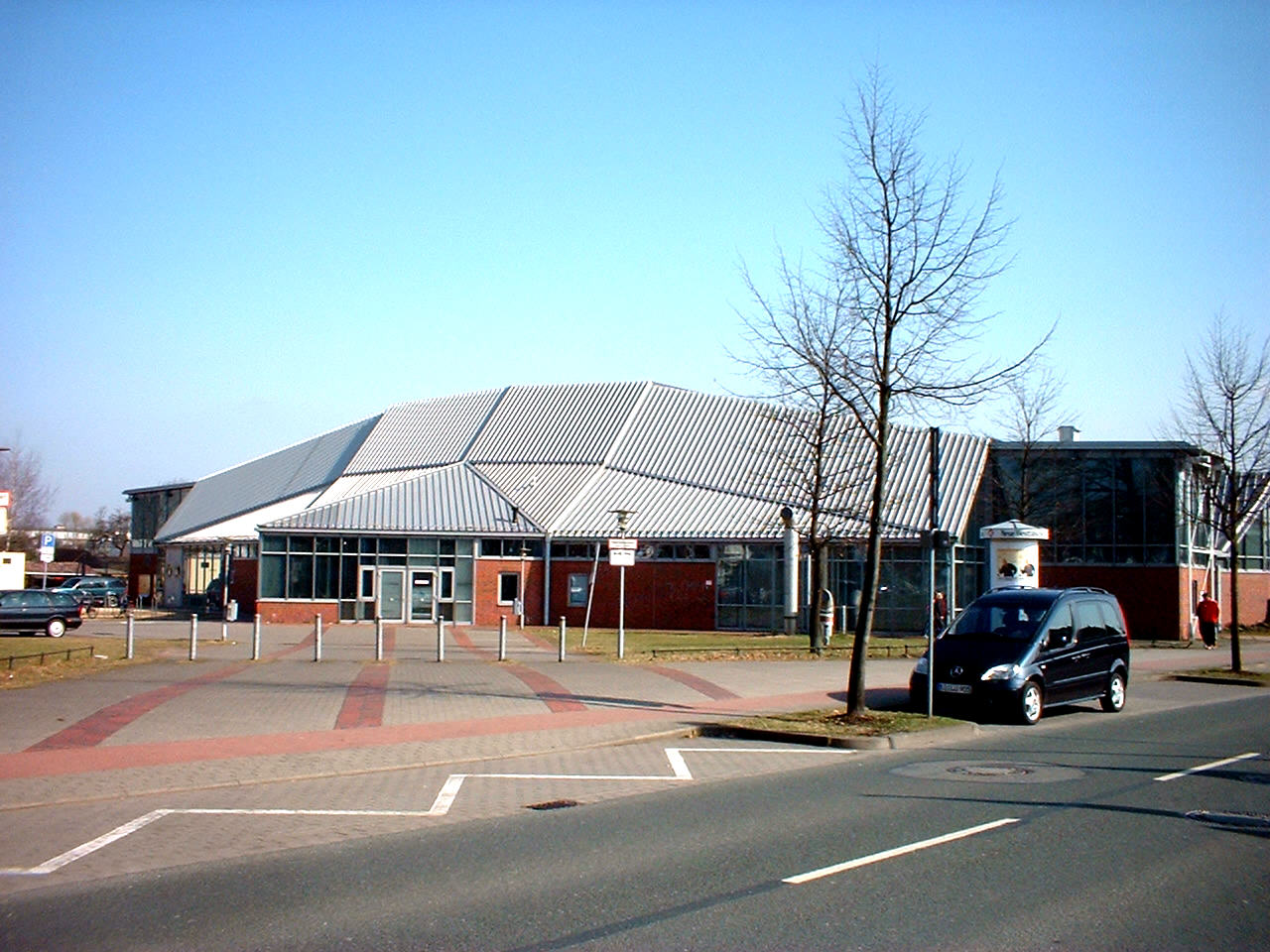
Veranstaltungsort Seidensticker Halle

Die Bundesdelegiertenkonferenz von Bündnis 90/Die Grünen in Bielefeld 1999 war ein Außerordentlicher Parteitag der Partei der Grünen am 13. Mai 1999 in Bielefeld. Inhaltlich ging es um die Beteiligung der NATO am Kosovokrieg.
Die Konferenz musste wegen Demonstranten von der Polizei beschützt werden, die den Einlass in die Seidensticker Halle blockiert hatten. Es kam zu Verhaftungen. Etwa 1.500 Polizeibeamte waren im Einsatz.

## Rede Joschka Fischers
Joschka Fischer war zu der Zeit Bundesminister des Auswärtigen und Stellvertreter des Bundeskanzlers der Bundesrepublik Deutschland in einer rot-grünen Bundesregierung. Er war zudem auch Präsident des Rats der Europäischen Union.
Fischer wurde noch vor seiner Rede mit einem Beutel mit roter Farbe beworfen und erlitt einen Riss im Trommelfell. Vor Fischer hatten Antje Radcke und Angelika Beer für den Leitantrag geworben.
Fischers Rede zählte zu den wichtigsten der Veranstaltung. In dieser Rede legitimierte Fischer den ersten deutschen Kriegseinsatz nach dem Zweiten Weltkrieg, als sich deutsche Truppen am Einsatz der NATO im Kosovokrieg beteiligten.
Fischer verwendete in seiner Rede folgende Worte: „Auschwitz ist unvergleichbar. Aber ich stehe auf zwei Grundsätzen, nie wieder Krieg, nie wieder Auschwitz, nie wieder Völkermord, nie wieder Faschismus. Beides gehört bei mir zusammen“.

## Ergebnis
Die Mehrheit der Delegierten stimmte für die deutsche Beteiligung am NATO-Einsatz. 444 Delegierte unterstützten den Antrag des Bundesvorstandes. Der Antrag von Claudia Roth, Christian Ströbele und anderen, der einen sofortigen bedingungslosen Abbruch der NATO-Angriffe forderte, erhielt 318 Stimmen.

## Reaktionen
Fischers Vergleich mit Auschwitz wurde von der Journalistin Barbara Supp im Spiegel kritisiert: „Und dann sprach Joschka Fischer von einem neuen Auschwitz, das der Serbe Milošević plane und das nur durch Krieg zu verhindern sei. Auschwitz – das äußerste Mittel. Der Kosovo-Krieg, obwohl das Völkerrecht dagegen sprach, sei also gerecht und ohne Alternative. Er hieß ‚humanitäre Intervention’. Wer dagegen war, würde Alliierter der serbischen Mörder sein.“
Der von Verteidigungsminister Rudolf Scharping entlassene Brigadegeneral Heinz Loquai merkte zu den Vergleichen Fischers und Scharpings an: „Hier muss ich mich wirklich beherrschen, weil der Vergleich mit Auschwitz und der Situation im Kosovo eine ungeheuerliche Behauptung ist. Man muss sich als Deutscher schämen, dass deutsche Minister so etwas getan haben, denn ein normaler Mensch, ein normaler Deutscher, wird vor Gericht zitiert, wenn er in derartigem Ausmaße Auschwitz verharmlost. Und dass ein deutscher Minister von KZs im Kosovo sprach, ist auf der gleichen Linie, denn KZs sind Einrichtungen einer bestimmten historischen Situation, nämlich der nationalsozialistischen Zeit in Deutschland. Und ich finde es im Grunde genommen ungeheuerlich, dass gerade Deutsche diese Vergleiche gewählt haben.“
Den Zustimmenden der NATO-Aktion waren seinerzeit – im Gegensatz zu Fischer – nicht alle Teile des Vertrags von Rambouillet bekannt. Angelika Beer kritisierte später: „Fischer habe nicht alle diplomatischen Spielräume bei den Verhandlungen genutzt und Informationen über den Vertrag zurückgehalten.“
Nach Einschätzung von Ströbele beeinflusste dies das Abstimmungsergebnis zugunsten des Antrags von Joschka Fischer.
Der Beschluss des Parteitags selbst führte zu einigen Parteiaustritten, darunter zu dem von Eckhard Stratmann-Mertens.
Noch zur Amtszeit Joschka Fischers und Rudolf Scharpings beteiligte sich die Bundeswehr auch am Krieg in Afghanistan ab Dezember 2001.